# Oscar Levertin

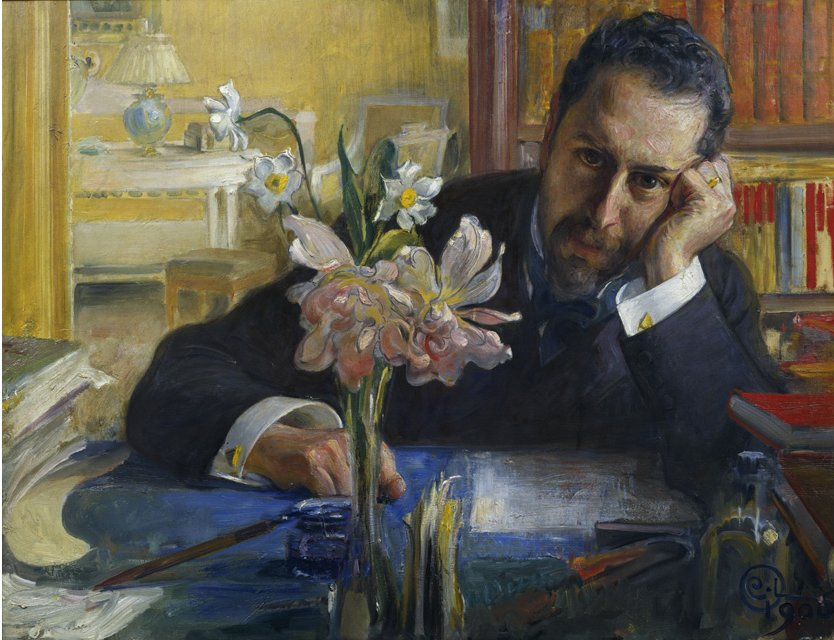
Oscar Levertin, pictat de Carl Larsson în 1906

Oscar Ivar Levertin (n. 17 iulie 1862 - d. 22 septembrie 1906) a fost un poet, critic literar și istoric literar suedez.
După începuturi cu proză naturalistă, se situează în fruntea opoziției antinaturaliste, îndreptându-se către o modalitate descriptiv-poematică și realist-psihologică.
Lirica sa este romantic-meditativă, bogată în simboluri și imagini, de inspirație istorică, bliblică, elegiacă și erotică.
Studiile sale critice au contribuit la formarea unui nou gust artistic și la cunoașterea literaturilor străine.

## Scrieri
- 1883: Dinspre țărm ("Från Rivieran")
- 1883: Mărunțiș ("Smamynt")
- 1885: Konflikter ("Conflicte")
- 1891: Dușmani ai vieții ("Livets fiender")
- 1894: Poezii noi ("Nya dikter")
- 1898: Poeți și visători ("Diktare och drömmare")
- 1899: Nuvele rococo ("Rococo-noveller")
- 1899: Teatrul și drama sub Gustav al III-lea ("Teater och drama under Gustav III.")
- 1903: Chipuri suedeze ("Svenska gestalter")
- 1905: Regele Solomon și Morolf ("Kung Salomo och Morolf"), capodopera sa poetică
- 1906: Ultimele nuvele ("Sista noveller")
- 1912/1916: Istoria literaturii franceze ("Fransk litteraturhistoria").